# Anolis beckeri
Anolis beckeri (аноліс Бекера) — вид ігуаноподібних ящірок родини анолісових (Dactyloidae). Мешкає в Мексиці і Центральній Америці. Вид названий на честь бельгійського натураліста Леона Бекера<.

## Опис
Аноліси Бекера — середні представники свого роду, їх довжина (без врахування хвоста) становить 6 см.Хвіст відносно короткий, у 1-1,5 рази довший за довжину решти тіла.

## Поширення і екологія
Аноліси Бекера мешкають в Мексиці (Веракрус, півострів Юкатан), Гватемалі, Белізі, Гондурасі і Нікарагуа. Вони живуть у вологих тропічних лісах на рівнинах і в передгір'ях, на висоті до 900 м над рівнем моря. Ведуть деревний спосіб життя. Відкладають яйця.